# Pete Wright
Peter Wright, meglio conosciuto come Pete Wright (...), è un bassista britannico, membro della band anarcho punk dei Crass dal 1977 al 1984.
Occasionalmente venne accreditato come Pete Wrong sulle copertine degli album della band.

Dopo lo scioglimento dei Crass ha formato il duo artistico/musicale "Judas 2".